# Boxer (magazin)
A BOXER magazin (ISSN 1419-2489) havonta megjelenő képes férfi életmódmagazin volt, melynek célcsoportját a társadalom meleg fogyasztói szegmense és az erre fogékony nem homoszexuális olvasói tábor alkotta.
2006 májusában kezdte meg működését országos, a Lapker Rt. által gondozott terjesztésben, 10 000 példányban. Évente 10 lapszám jelent meg, ebből 2 duplaszám (július-augusztus, december-január). 2007 decemberéig működött.  
A magazin első számú célja az volt, hogy minőségi keretet nyújtson olvasóinak, a melegtársadalom által világszinten diktált trendeknek megfelelően (fogyasztási szokások, fogyasztói kultúra, életmód, divat, utazás, zene, program stb.). Emellett összekötő kapocs kívánt lenni a társadalom heteroszexuális és homoszexuális tagjai között.
Alapító: Károlyi Zoltán. 
Lapigazgató: Károlyi Zoltán (2007–).
Főszerkesztő: Balázs Dávid (2007–).
Terjedelem (2007): 96+4, illetve 128+4 oldal.  